# Direction des Patrimoines, de la Mémoire et des Archives
Ne doit pas être confondu avec Direction générale des Patrimoines.
La direction des Patrimoines, de la Mémoire et des Archives (DPMA), précédemment direction de la Mémoire, du Patrimoine et des Archives (DMPA), est une ancienne direction du ministère des Armées français, créée en 1999.
Ses attributions sont fixées par le décret du 5 octobre 2009. 
Elle a été supprimée le 1er avril 2022 pour laisser place d'une part à la direction des territoires, de l'immobilier et de l'environnement (DTIE) et d'autre part à la direction de la mémoire, de la culture et des archives (DMCA)

## Missions
La direction a plusieurs missions principales :
- Elle élabore et met en œuvre la politique en matière d'archives de la défense et de bibliothèques.
- Elle conçoit l'action culturelle et éducative du ministère et participe à sa mise en œuvre. Pour cela elle élabore et anime la politique d'ensemble du ministère de la défense en matière de muséographie, d'entretien et de mise en valeur des lieux de mémoire, y compris les nécropoles, et des monuments historiques placés sous la responsabilité du ministère de la défense.
- Elle participe à la définition et à la mise en œuvre de la politique de l’État dans le domaine de la mémoire des guerres et conflits contemporains et élabore le programme commémoratif correspondant[4]. Le Service historique de la défense lui est rattaché.
- Elle est chargée d'élaborer la politique ministérielle en matière immobilière et domaniale et d'en piloter la mise en œuvre et de conduire les négociations en vue de l'aliénation des immeubles reconnus inutiles au ministère.
- Elle est chargée d'élaborer et de mettre en œuvre la politique du logement du ministère, elle prend et diffuse les instructions et directives associées, en particulier en matière de conditions d'attribution et d'occupation des logements.

## Champs d'actions, interventions
21 musées sont rattachés au ministère : les trois établissements publics (musée de l'Armée, musée national de la Marine, musée de l'Air et de l'Espace), les 17 musées de tradition de l’armée de terre et le musée du Service de santé des armées. 6 musées sont dotés du label "Musée de France".
Le patrimoine lié à la mémoire des guerres et conflits est constitué de 266 nécropoles nationales, de 2 200 carrés militaires communaux et près de 1 000 cimetières français situés dans 80 pays étrangers. En outre, la DMPA construit, aménage, rénove et valorise 9 hauts lieux de la mémoire nationale (dont le Mont-Valérien et le camp de Natzweiler-Struthof, symboliques de différents aspects des conflits contemporains.
Cent soixante monuments classés ou inscrits aux monuments historiques lui sont affectés dont les l'Hôtel National des Invalides, le Château de Vincennes, le Val-de-Grâce, l’École militaire, l'Hôtel de la Marine, ainsi que de nombreuses fortifications en région.
Le service historique de la Défense (SHD) est le deuxième service d'archives en France après les Archives nationales, avec 320 kilomètres linéaires d'archives qui couvrent plus de 4 siècles d'histoire.
Le ministère compte 200 bibliothèques et centres de documentation. 23 bibliothèques patrimoniales assurent la conservation d’ouvrages anciens ; la plus importante, implantée au Service historique de la Défense à Vincennes, comprend 800 000 ouvrages.
L'établissement de communication et de production audiovisuelle de la défense (ECPAD) produit et conserve depuis 1915 les archives photographiques et cinématographiques des armées, y compris les reportages effectués en opérations extérieures. Il met à disposition des médias, des éditeurs et du public ce patrimoine (3 millions de photographies, 21 000 titres de films).
Une vingtaine de formations musicales permanentes, employant plus de 1 000 musiciens professionnels, assurent la perpétuation du patrimoine musical.

## Organisation
La direction des Patrimoines, de la Mémoire et des Archives comprend :
- la sous-direction de l'Immobilier et de l'Environnement,
- la sous-direction du Logement,
- la sous-direction de la Mémoire et de l'Action éducative,
- la délégation des Patrimoines culturels,
- le département des Finances et du Pilotage.

La direction travaille en partenariat avec d'autres ministères : le protocole défense-culture conclu en 2005 avec le ministère de la Culture, et le protocole défense-éducation nationale conlu avec le ministère de l'Éducation nationale, et avec des collectivités territoriales.

## Liste des directeurs et directrices
| Directeur ou directrice                                  | Décret de nomination | Décret de nomination |
| -------------------------------------------------------- | -------------------- | -------------------- |
| Direction de la Mémoire, du Patrimoine et des Archives   |                      |                      |
| Solange Apik                                             | 8 décembre 1999      | [ a ]                |
| Jean-Paul Bodin                                          | 29 janvier 2004      | [ b ]                |
| Éric Lucas                                               | 2 août 2007          | [ c ]                |
| Philippe Navelot                                         | 4 décembre 2013      | [ d ]                |
| Myriam Achari                                            | 23 juillet 2015      | [ e ]                |
| Direction des Patrimoines, de la Mémoire et des Archives |                      |                      |
| Sylvain Mattiucci                                        | 10 octobre 2018      | [ f ]                |
| Evence Richard                                           | 20 décembre 2023     | [ g ]                |

## Publications

### Les Chemins de la Mémoire
La direction de la Mémoire, du Patrimoine et des Archives publie depuis 1990 une revue Les Chemins de la Mémoire. La revue est un outil de diffusion de la politique de mémoire et de valorisation du patrimoine historique et mémoriel.